# Thomas Florschütz
Thomas Florschütz (Sonneberg, 20 febbraio 1978) è un bobbista tedesco.

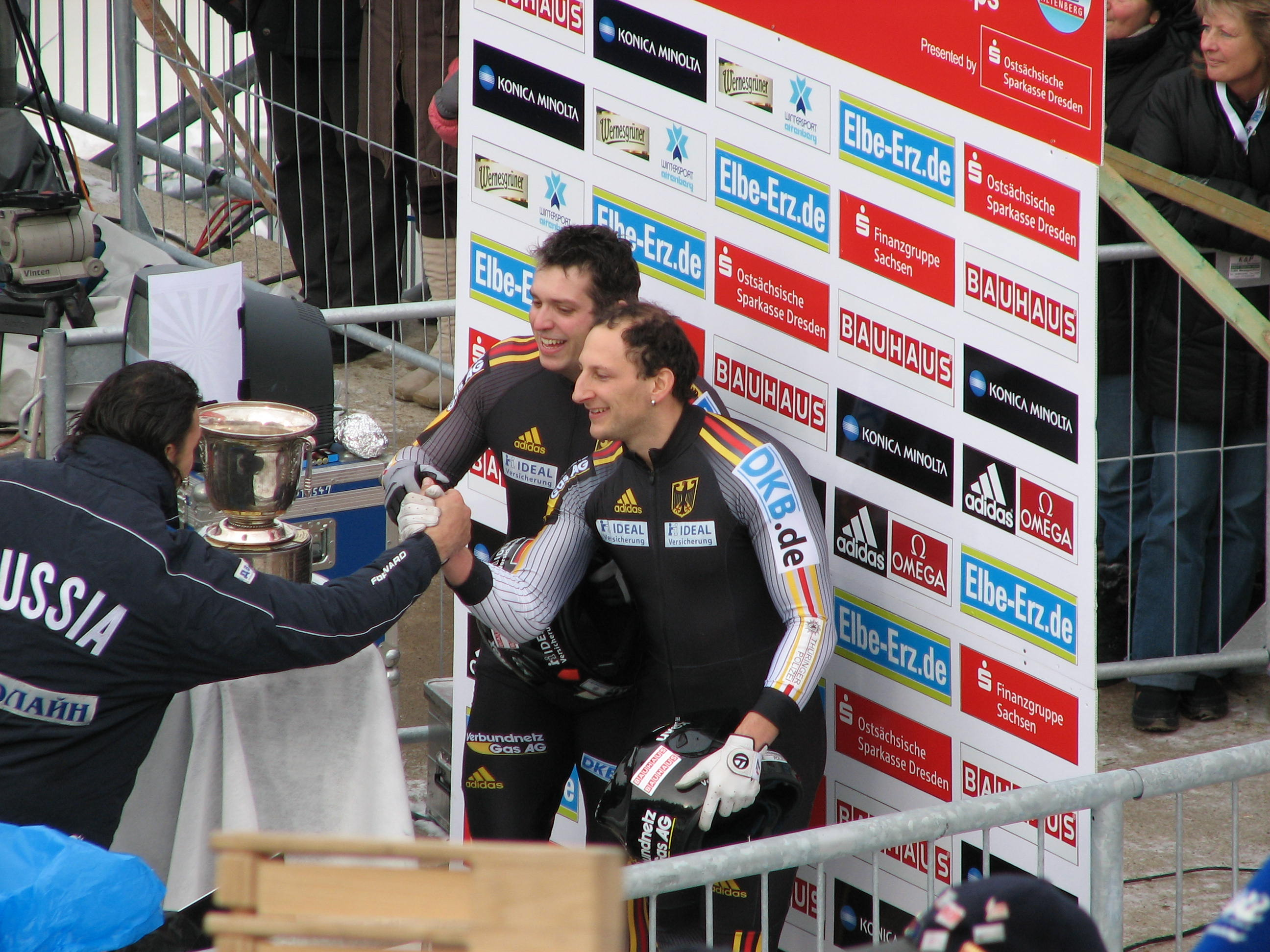
Florschütz (a destra) con Mirko Pätzold, argento mondiale ad Altenberg 2008

Ha un fratello maggiore, André, ex slittinista di livello internazionale.

## Biografia
Compete professionalmente dal 2006 esordendo prima in Coppa Europa e dal gennaio 2007 in Coppa del Mondo in cui ottiene come miglior risultato in classifica generale un secondo posto nel bob a due nella stagione 2009/10.
Durante la quarta manche dei Campionati Europei di Altenberg 2012 si fratturò la tibia, ciò nonostante riuscì a ottenere la medaglia di bronzo al termine della gara ma l'infortunio lo tenne lontano dalle gare per tutto il resto della stagione 2011/12.
Ha vinto un argento olimpico a Vancouver 2010, nella specialità a due con il compagno Richard Adjei, e superati soltanto dai connazionali Lange-Kuske mentre a Soċi 2014 si è classificato nono nel bob a due e quinto nel bob a quattro.
In carriera vanta anche un oro, tre argenti e un bronzo ai mondiali e un oro, tre argenti e quattro bronzi nelle rassegne continentali.

## Palmarès

### Olimpiadi
- 1 medaglia:
  - 1 argento (bob a due a Vancouver 2010).

### Mondiali
- 5 medaglie:
  - 1 oro (gara a squadre a Lake Placid 2009);
  - 3 argenti (bob a due a Altenberg 2008; bob a due a Lake Placid 2009; bob a due a Königsee 2011);
  - 1 bronzo (bob a due a St. Moritz 2013).

### Europei
- 8 medaglie:
  - 1 oro (bob a due a Altenberg 2012);
  - 3 argenti (bob a quattro a Sankt Moritz 2009; bob a quattro a Altenberg 2011; bob a due a Igls 2013);
  - 4 bronzi (bob a due a Sankt Moritz 2009; bob a quattro a Altenberg 2012; bob a quattro a Igls 2013; bob a due a Königsee 2014).

### Coppa del Mondo
- Miglior piazzamento in classifica generale nel bob a due maschile: 2° nella stagione 2009/10;
- Miglior piazzamento in classifica generale nel bob a quattro maschile: 3° nella stagione 2013/14;
- Miglior piazzamento in classifica generale nella combinata maschile: 3° nelle stagioni 2009/10 e 2013/14;
- 31 podi (16 nel bob a due, 12 nel bob a quattro, 2 nelle gare a squadre):
  - 10 vittorie (8 nel bob a due, 1 nel bob a quattro, 2 nelle gare a squadre);
  - 11 secondi posti (7 nel bob a due, 4 nel bob a quattro);
  - 10 terzi posti (3 nel bob a due, 7 nel bob a quattro).

#### Coppa del Mondo - vittorie
| Data             | Luogo       | Paese       | Disciplina                                                                                           |
| ---------------- | ----------- | ----------- | --- |
| 3 febbraio 2008  | Königssee   | Germania    | gara a squadre con Christoph Heyder, Cathleen Martini, Inga Renker, Michi Halilovic e Julia Eichhorn |
| 13 dicembre 2008 | Igls        | Austria     | a due con Marc Kühne                                                                                 |
| 10 gennaio 2009  | Königssee   | Germania    | a due con Marc Kühne                                                                                 |
| 7 febbraio 2009  | Whistler    | Canada      | a due con Marc Kühne                                                                                 |
| 22 novembre 2009 | Lake Placid | Stati Uniti | gara a squadre con Marc Kühne, Frank Rommel, Sandra Kiriasis, Berit Wiacker e Marion Thees           |
| 9 gennaio 2010   | Königssee   | Germania    | a due con Richard Adjei                                                                              |
| 9 dicembre 2011  | La Plagne   | Francia     | a due con Kevin Kuske                                                                                |
| 17 dicembre 2011 | Winterberg  | Germania    | a due con Kevin Kuske                                                                                |
| 18 dicembre 2011 | Winterberg  | Germania    | a quattro con Gino Gerhardi, Kevin Kuske e Thomas Blaschek                                           |
| 8 gennaio 2012   | Altenberg   | Germania    | a due con Kevin Kuske                                                                                |
| 5 gennaio 2013   | Altenberg   | Germania    | a due con Kevin Kuske                                                                                |